# Justice League Action
A Justice League Action 2016 és 2018 között futott amerikai televíziós 2D-s számítógépes animációs kalandsorozat, amelyet a Warner Bros. készített.
A sorozat 2016 december 16-án indult az amerikai Cartoon Network adón. Magyarul a Cartoon Network mutatta be 2017. január 14-én.

## Történet
Batman, Superman, Csodanő és a többi szuperhős mind az Igazság Ligáját erősíti. Az epizódonként 11 perces történetekben a hősöknek meg kell küzdeniük zombikkal, űrlényekkel, varázslókkal és bármivel, ami akármilyen életet is veszélyeztet. Az epizódok ellenségei közt olyan ikonikus főgonoszok tűnnek fel, mint Joker, Lex Luthor, Brainiac vagy Darkseid. A DC képregények legtöbb szereplője feltűnik a sorozatban.

## Szereplők
| Szereplő                                    | Eredeti hang                                            | Magyar hang                                                                |
| ------------------------------------------- | ------------------------------------------------------- | -------------------------------------------------------------------------- |
| Bruce Wayne / Batman                        | Kevin Conroy Tara Strong (fiatalon)                     | Sótonyi Gábor Pál Dániel Máté (fiatalon)                                   |
| Diana Prince / Csodanő                      | Rachel Kimsey                                           | Törtei Tünde                                                               |
| Bleez                                       | Rachel Kimsey                                           | Martin Adél                                                                |
| Hugi                                        | Rachel Kimsey                                           | Hermann Lilla                                                              |
| Kal-El / Clark Kent / Superman              | Jason J. Lewis                                          | Megyeri János                                                              |
| Desaad                                      | Jason J. Lewis                                          | Várfi Sándor                                                               |
| Rath                                        | Jason J. Lewis                                          | Pál Tamás                                                                  |
| Carmine Falcone                             | Jason J. Lewis                                          | Rosta Sándor                                                               |
| Al-On kancellár                             | Jason J. Lewis                                          | Koncz István                                                               |
| Atrocitus                                   | Michael Dorn                                            | Koncz István                                                               |
| Uxas / Darkseid                             | Jonathan Adams                                          | Maday Gábor                                                                |
| Dudley H. Dudley bácsi                      | John Astin                                              | Németh Gábor                                                               |
| Merlin                                      | Dan Donohue (1. hang) Patrick Seitz (2. hang)           | Németh Gábor                                                               |
| Billy Batson / Shazam                       | Sean Astin                                              | Péter Richárd (1. hang) Renácz Zoltán (2. hang) Pál Dániel Máté (fiatalon) |
| Jaime Reyes / Kék bogár                     | Jake T. Austin                                          | Moser Károly                                                               |
| Barry Allen / Villám                        | Charlie Schlatter                                       | Moser Károly                                                               |
| Kaptár mester                               | Chris Diamantopoulos (1. hang) Diedrich Bader (2. hang) | Péter Richárd                                                              |
| Booster Gold                                | Diedrich Bader                                          | Gacsal Ádám                                                                |
| Kanto                                       | Troy Baker                                              | Dózsa Zoltán                                                               |
| Jonas Glim                                  | Troy Baker                                              | Élő Balázs                                                                 |
| Zatanna Zatara                              | Lacey Chabert Dayci Brookshire (fiatalon)               | Simonyi Réka Boldog Emese (fiatalon)                                       |
| Ronnie Raymond / Tűzvihar                   | P. J. Byrne                                             | Hám Bertalan                                                               |
| Teth Adam / Fekete Ádám                     | Gary Cole                                               | Posta Victor                                                               |
| Victor Fries / Mr. Fagy                     | Peter Stormare                                          | Posta Victor                                                               |
| Felix Faust                                 | Jon Cryer                                               | Pavletits Béla                                                             |
| Sinestro                                    | Darin De Paul                                           | Barát Attila                                                               |
| Cain                                        | Trevor Devall                                           | Petridisz Hrisztosz                                                        |
| Jonah Hex                                   | Trevor Devall                                           | Barabás Kiss Zoltán                                                        |
| Lobo                                        | John DiMaggio                                           | Törköly Levente                                                            |
| Mongul                                      | John DiMaggio                                           | Bácskai János                                                              |
| Oswald Cobblepot / Pingvin                  | Dana Snyder                                             | Bácskai János                                                              |
| Patrick "Eel" O'Brian / Plasztik            | Dana Snyder                                             | Holl Nándor                                                                |
| Oliver Queen / Zöld Íjász                   | Chris Diamantopoulos                                    | György-Rózsa Sándor (1. hang) Posta Victor (2. hang)                       |
| Nyorlath                                    | Chris Diamantopoulos                                    | Sarádi Zsolt                                                               |
| Anya                                        | Melissa Disney                                          | Vági Viktória                                                              |
| Klarion                                     | Noel Fisher                                             | Sörös Miklós Varju Kálmán (fiatalon)                                       |
| J'onn J'onzz / John Jones / Marsbéli Vadász | Crispin Freeman                                         | Seder Gábor                                                                |
| Hippolyta                                   | Julianne Grossman                                       | Sipos Eszter Anna                                                          |
| Éjbátyó                                     | Dan Donohue                                             | Bordás János                                                               |
| Láplény                                     | Mark Hamill                                             | Bordás János                                                               |
| Joker                                       | Mark Hamill                                             | Bardóczy Attila                                                            |
| Kalkulátor                                  | Ely Henry                                               | Kárpáti Levente                                                            |
| Jason Blood / Etrigan                       | Patrick Seitz                                           | Kárpáti Levente                                                            |
| Scott Free / Mister Csoda                   | Roger Craig Smith                                       | Kárpáti Levente                                                            |
| Rakéta Roxy                                 | Gillian Jacobs                                          | Csuha Bori                                                                 |
| Játékmester                                 | Ken Jeong                                               | Czető Ádám                                                                 |
| Tundrafarkas                                | Peter Jessop                                            | Maday Gábor                                                                |
| Courtney Whitmore / Csillaglány             | Natalie Lander                                          | Andrádi Zsanett (1. hang) Kardos Eszter (2. hang)                          |
| Jóságos Nagyi                               | Cloris Leachman                                         | Andresz Kati                                                               |
| Méregcsók                                   | Natasha Leggero                                         | Laurinyecz Réka                                                            |
| Amazo                                       | Thomas Lennon                                           | Potocsny Andor                                                             |
| Calythos                                    | David Lodge                                             | Mikula Sándor                                                              |
| Doktor Sors fiatalon                        | Erica Luttrell                                          | Berecz Kristóf Uwe                                                         |
| Kétarc                                      | Robert Picardo                                          | Vida Péter                                                                 |
| Kalibak                                     | Piotr Michael                                           | Vida Péter                                                                 |
| Perry White                                 | Piotr Michael                                           | Berzsenyi Zoltán                                                           |
| Jimmy Olsen                                 | Max Mittelman                                           | Szalay Csongor                                                             |
| Ray Palmer / Atom                           | Jerry O’Connell                                         | Turi Bálint                                                                |
| John Constantine / Hellblaze                | Damian O'Hare Paula Rhodes (fiatalon)                   | Juhász Zoltán Tóth Márk (fiatalon)                                         |
| Űrtaxis                                     | Patton Oswalt                                           | Markovics Tamás (1. hang) Czető Roland (2. hang) Holl Nándor (3. hang)     |
| Victor Stone / Cyborg                       | Khary Payton                                            | Dányi Krisztián (1. hang) Renácz Zoltán (2. hang)                          |
| Kanjar Ro                                   | Khary Payton                                            | Pálfai Péter                                                               |
| Nagy Barda                                  | Laura Post                                              | Sági Tímea                                                                 |
| Kronosz                                     | Andy Richter                                            | Galbenisz Tomasz (1. hang) Szokol Péter (2. hang)                          |
| Virman Vundabar                             | William Salyers                                         | Szokol Péter                                                               |
| Mxyzptlk                                    | Gilbert Gottfried                                       | Szokol Péter                                                               |
| Apa                                         | Kevin Shinick                                           | Renácz Zoltán                                                              |
| Rébusz                                      | Brent Spiner                                            | Renácz Zoltán                                                              |
| Floyd Lawton / Céllövő                      | Christian Slater                                        | Varga Rókus                                                                |
| Gorilla Grodd                               | David Sobolov                                           | Bolla Róbert                                                               |
| Kara Zor-El / Supergirl                     | Joanne Spracklen                                        | Andrádi Zsanett                                                            |
| Harleen Quinzel / Harley Quinn              | Tara Strong                                             | Simonyi Réka                                                               |
| Rideg Fagy                                  | Mena Suvari                                             | Szabó Zselyke                                                              |
| Solomon Grundy / Cyrus Gold                 | Fred Tatasciore                                         | Faragó András (1. hang) Bolla Róbert (2. hang)                             |
| Stein professzor                            | Stephen Tobolowsky                                      | Orosz István                                                               |
| Athéné                                      | Jessica Walter                                          | Ősi Ildikó                                                                 |
| Lex Luthor                                  | James Woods                                             | Csík Csaba Krisztián                                                       |

### Magyar változat
A szinkront a Turner Broadcasting System megbízásából a Masterfilm Digital készítette.
- Felolvasó: Bozai József

- Baráth István – Bátyó (Nukleáris család)
- Gubányi György István – Agyzseni
- Járai Máté – Mr. Agy / Elmester (1. hang)
- Pál Dániel Máté – Öcsi (Nukleáris család)
- Törköly Levente – Mr. Agy / Elmester (2. hang)
- Vámos Mónika – Karen

További magyar hangok: Honti Molnár Gábor, Katona Zoltán

## Évados áttekintés
| Évad | Évad | Epizódok | Eredeti sugárzás                      | Eredeti sugárzás                   | Magyar sugárzás  | Magyar sugárzás  |
| Évad | Évad | Epizódok | Évadpremier                           | Évadfinálé                         | Évadpremier      | Évadfinálé       |
| ---- | ---- | -------- | ------------------------------------- | ---------------------------------- | ---------------- | ---------------- |
|      | 1.   | 52       | 2016. november 26. 2016. december 16. | 2017. december 17. 2018. június 3. | 2017. január 14. | 2018. január 20. |

## Epizódok
| #   | #   | Angol cím                              | Magyar cím                          | Rendezte            | Írta                                                                                               | Eredeti premier                          | Magyar premier       |
| --- | --- | -------------------------------------- | ----------------------------------- | ------------------- | -------------------------------------------------------------------------------------------------- | ---------------------------------------- | -------------------- |
| 1.  | 1.  | Classic Rock                           | A nagy szikla                       | Jake Castorena      | Patrick Rieger                                                                                     | 2016. december 16.                       | 2017. február 11.    |
| 2.  | 2.  | Power Outage                           | Áramszünet                          | Jake Castorena      | Heath Corson                                                                                       | 2016. november 26. 2016. december 16.    | 2017. április 22.    |
| 3.  | 3.  | Night of the Bat                       | A denevér éjszakája                 | Doug Murphy         | Heath Corson                                                                                       | 2016. december 16.                       | 2017. április 23.    |
| 4.  | 4.  | Abate and Switch                       | Csökkenő csavar                     | Jake Castorena      | Patrick Rieger                                                                                     | 2016. december 16.                       | 2017. április 29.    |
| 5.  | 5.  | Follow That Space Cab!                 | Kövesse azt az űrtaxit!             | Jake Castorena      | Paul Dini                                                                                          | 2016. november 26. 2017. január 21.      | 2017. január 14.     |
| 6.  | 6.  | Nuclear Family Values                  | Nukleáris családi értékek           | Doug Murphy         | Paul Dini                                                                                          | 2016. november 27. 2017. január 28.      | 2017. január 14.     |
| 7.  | 7.  | Zombie King                            | Zombikirály                         | Doug Murphy         | Paul Dini                                                                                          | 2016. december 3. 2017. február 4.       | 2017. január 15.     |
| 8.  | 8.  | Galaxy Jest                            | Galaktikus tréfa                    | Jake Castorena      | Duane Capizzi                                                                                      | 2016. december 4. 2017. február 11.      | 2017. január 28.     |
| 9.  | 9.  | Time Share                             | Közös idő                           | Shaunt Nigoghossian | Josie Campbell                                                                                     | 2016. december 10. 2017. február 18.     | 2017. január 29.     |
| 10. | 10. | Under a Red Sun                        | A vörös nap alatt                   | Doug Murphy         | Történet : Shannon Denton Tévéjáték : Heath Corson                                                 | 2016. december 11. 2017. február 25.     | 2017. január 21.     |
| 11. | 11. | Play Date                              | Játékos harc                        | Shaunt Nigoghossian | Paul Dini                                                                                          | 2016. december 17. 2017. március 4.      | 2017. február 4.     |
| 12. | 12. | Repulse!                               | Undor                               | Curt Geda           | Jeremy Adams                                                                                       | 2016. december 18. 2017. március 11.     | 2017. február 4.     |
| 13. | 13. | Trick or Threat                        | Halloweeni rémület                  | Doug Murphy         | Paul Dini                                                                                          | 2016. december 24. 2017. március 18.     | 2017. február 5.     |
| 14. | 14. | Speed Demon                            | Démoni gyorsaság                    | Doug Murphy         | Paul Dini                                                                                          | 2016. december 11. 2017. március 25.     | 2017. január 21.     |
| 15. | 15. | Hat Trick                              | Kalap trükk                         | Shaunt Nigoghossian | Duane Capizzi                                                                                      | 2016. december 11. 2017. április 8.      | 2017. január 22.     |
| 16. | 16. | Luthor in Paradise                     | Luthor a paradicsomban              | Jake Castorena      | Matt Wayne, Stan Berkowitz                                                                         | 2016. december 11. 2017. április 29.     | 2017. január 22.     |
| 17. | 17. | Plastic Man Saves the World            | Plasztik megmenti a világot         | Shaunt Nigoghossian | Heath Corson                                                                                       | 2017. január 15. 2017. május 6.          | 2017. február 5.     |
| 18. | 18. | Field Trip                             | Terepmunka                          | Jake Castorena      | Josie Campbell                                                                                     | 2017. január 21. 2017. május 13.         | 2017. január 29.     |
| 19. | 19. | Rage of the Red Lanterns               | A Vörös Lámpák dühe                 | Jake Castorena      | Ben Gruber                                                                                         | 2016. december 18. 2017. május 20.       | 2017. január 15.     |
| 20. | 20. | Freezer Burn                           | Jég-égés                            | Jake Castorena      | Jeremy Adams                                                                                       | 2016. december 18. 2017. május 27.       | 2017. január 28.     |
| 21. | 21. | Inside Job                             | Belső munka                         | Doug Murphy         | Heath Corson                                                                                       | 2017. március 11. 2017. június 3.        | 2017. május 7.       |
| 22. | 22. | The Trouble with Truth                 | Igaz-hamis                          | Shaunt Nigoghossian | Mairghread Scott                                                                                   | 2017. március 11. 2017. június 3.        | 2017. május 13.      |
| 23. | 23. | Double Cross                           | Dupla csavar                        | Shaunt Nigoghossian | Jonathan Callan                                                                                    | 2017. március 10. 2017. június 10.       | 2017. április 30.    |
| 24. | 24. | Battle for the Bottled City            | Csata a Palack városért             | Shaunt Nigoghossian | Heath Corson                                                                                       | 2017. január 29. 2017. június 17.        | 2017. február 11.    |
| 25. | 25. | Garden of Evil                         | A gonosz kertje                     | Shaunt Nigoghossian | Paul Dini                                                                                          | 2017. március 11. 2017. június 24.       | 2017. május 6.       |
| 26. | 26. | All Aboard the Space Train             | Az űrvonat fedélzetén               | Doug Murphy         | Ray Utarnachitt                                                                                    | 2017. március 11. 2017. július 1.        | 2017. május 14.      |
| 27. | 27. | Time Out                               | Időzavar                            | Jake Castorena      | Jonathan Callan                                                                                    | 2017. július 8.                          | 2017. augusztus 26.  |
| 28. | 28. | The Fatal Fare                         | Végzetes viteldíj                   | Doug Murpy          | Paul Dini                                                                                          | 2017. május 28. 2017. július 15.         | 2017. augusztus 27.  |
| 29. | 29. | Mxy's Mix-Up                           | Mix-zavar                           | Doug Murphy         | Jim Krieg                                                                                          | 2017. július 22.                         | 2017. szeptember 2.  |
| 30. | 30. | Supernatural Adventures in Babysitting | Szuperhős bébicsősz                 | Shaunt Nigoghossian | Ernie Altbacker                                                                                    | 2017. július 29.                         | 2017. szeptember 3.  |
| 31. | 31. | Booster's Gold                         | Booster aranya                      | Jake Castorena      | Jim Krieg                                                                                          | 2017. augusztus 9. 2017. augusztus 12.   | 2017. szeptember 9.  |
| 32. | 32. | Booray for Bizarro                     | Bizarr bazár                        | Doug Murphy         | Heath Corson                                                                                       | 2017. augusztus 10. 2017. augusztus 19.  | 2017. szeptember 10. |
| 33. | 33. | Best Day Ever                          | Egy gyönyörű nap                    | Jake Castorena      | Paul Dini                                                                                          | 2017. augusztus 10. 2017. augusztus 26.  | 2017. szeptember 16. |
| 34. | 34. | The Cube Root                          | S-kocka                             | Shaunt Nigoghossian | Történet : Ernie Altbacker Tévéjáték : Jennifer Muro                                               | 2017. augusztus 14. 2017. szeptember 2.  | 2017. szeptember 17. |
| 35. | 35. | Superman's Pal, Sid Sharp              | Superman barátja, Sid Sharp         | Jake Castorena      | Brian Ford Sullivan                                                                                | 2017. augusztus 14. 2017. szeptember 9.  | 2017. szeptember 23. |
| 36. | 36. | Superman Red vs Superman Blue          | Vörös Superman a kék Superman ellen | Doug Murphy         | Heath Corson                                                                                       | 2017. augusztus 15. 2017. szeptember 16. | 2017. szeptember 24. |
| 37. | 37. | The Ringer                             | Gyűrű                               | Shaunt Nigoghossian | Jennifer Muro                                                                                      | 2017. augusztus 16. 2017. szeptember 23. | 2017. október 1.     |
| 38. | 38. | Forget Me Not                          | Sose feledj!                        | Shaunt Nigoghossian | Jeremy Adams                                                                                       | 2017. augusztus 16. 2017. szeptember 30. | 2017. október 7.     |
| 39. | 39. | The Brain Buster                       | Agyturbózó                          | Doug Murphy         | Geoffrey Thorne, John Semper                                                                       | 2017. október 7.                         | 2017. december 9.    |
| 40. | 40. | E. Nigma, Consulting Detective         | Rébusz nyomozó                      | Shaunt Nigoghossian | Jonathan Callan                                                                                    | 2017. október 14.                        | 2017. december 9.    |
| 41. | 41. | Harley Goes Ape!                       | Harley az emberszabású              | Shaunt Nigoghossian | Paul Dini                                                                                          | 2017. október 21.                        | 2017. december 16.   |
| 42. | 42. | Phased and Confused                    | Testetlenül                         | Jake Castorena      | Patrick Rieger                                                                                     | 2017. augusztus 15. 2017. október 28.    | 2017. szeptember 30. |
| 43. | 43. | It'll Take a Miracle!                  | Csak egy csoda kell                 | Jake Castorena      | Jeremy Adams                                                                                       | 2017. november 4.                        | 2017. december 23.   |
| 44. | 44. | System Error                           | Rendszerhiba                        | Jake Castorena      | Patrick Rieger                                                                                     | 2017. november 11.                       | 2017. december 16.   |
| 45. | 45. | Race Against Crime                     | Versenyfutás a bűnnel               | Doug Murphy         | Jeremy Adams                                                                                       | 2017. november 18.                       | 2018. január 6.      |
| 46. | 46. | Party Animal                           | Bulimánia                           | Doug Murphy         | Paul Dini, Tim Sheridan                                                                            | 2017. december 2.                        | 2018. január 20.     |
| 47. | 47. | Watchtower Tours                       | Őrtorony túra                       | Jake Castorena      | Tim Sheridan                                                                                       | 2017. december 10. 2018. május 29.       | 2017. december 23.   |
| 48. | 48. | Barehanded                             | Csupasz kézzel                      | Jake Castorena      | Történet : Jim Krieg, Andy Breckman Tévéjáték : Jim Krieg                                          | 2017. december 10. 2018. május 30.       | 2017. december 30.   |
| 49. | 49. | Captain Bamboozle                      | Káprázat kapitány                   | Shaunt Nigoghossian | Marc Guggenheim                                                                                    | 2017. december 10. 2018. május 31.       | 2017. december 30.   |
| 50. | 50. | Keeping Up With The Kryptonians        | Kryptoni iram                       | Jake Castorena      | Történet : Andrew Kreisberg, Lauren Certo Tévéjáték : Andrew Kreisberg, Lauren Certo, Tim Sheridan | 2017. december 17. 2018. június 1.       | 2018. január 6.      |
| 51. | 51. | Unleashed                              | Elszabadulva                        | Doug Murphy         | Tim Sheridan                                                                                       | 2017. december 17. 2018. június 2.       | 2018. január 13.     |
| 52. | 52. | She Wore Red Velvet                    | Vörös bársonyt viselt               | Shaunt Nigoghossian | Tim Sheridan                                                                                       | 2017. december 17. 2018. június 3.       | 2018. január 13.     |